# Охтирський пивоварний завод
ПрАТ «Охти́рський пивова́рний заво́д» — підприємство харчової промисловості України, зайняте у сфері виробництва та збуту солоду, пива та безалкогольних напоїв. Розташоване в Охтирці Сумської області.

## Історія

### Заснування
Охтирський пивоварний завод було побудовано родиною місцевого міщанина Івана Івановича Бондаренка, сином Митрофаном Івановичем та зятем Лукою Яковичем Крижанівським. У 1913 року отримано усі необхідні дозволи для будівництва броварного виробництва по Аптекарському провулку. Завод став другим підприємством цього профілю у місті (з 1881 року у передмісті Охтирки на хуторі Пристань працював Іванівський охтирський пивзавод).

### Радянський період
Після подій Громадянської війни та встановлення в Охтирці радянської влади підприємство було націоналізоване. З лютого 1921 року Охтирський пивзавод працював в оренді у робітничої артілі, яку очолював колишній власник Іван Бондаренко. Загалом протягом 1920-х років в умовах нової економічної політики радянського уряду підприємство нарощувало обсяги виробництва, мало можливість здійснювати модернізацію обладнання. Лише протягом 1923—1927 років обсяги виробнцтва пива були збільшені з 750 відер на місяць, що відповідало довоєнному рівню, до 6500 відер на місяць.
Під час Другої світової війни підприємство продовжувало випускати продукцію в період окупації Охтирки німецькими військами у 1941-43 роках. Після звільнення міста радянською армією у серпні 1943 відбудова броварні і відновлення виробництва були здійснені протягом 3 місяців.
У повоєнні роки підприємство поступово розвивалося, збільшуючи потужності з виробництва пива та розширюючи асортимент продукції, у тому числі за рахунок безалкогольних напоїв.

### Після 1991 року

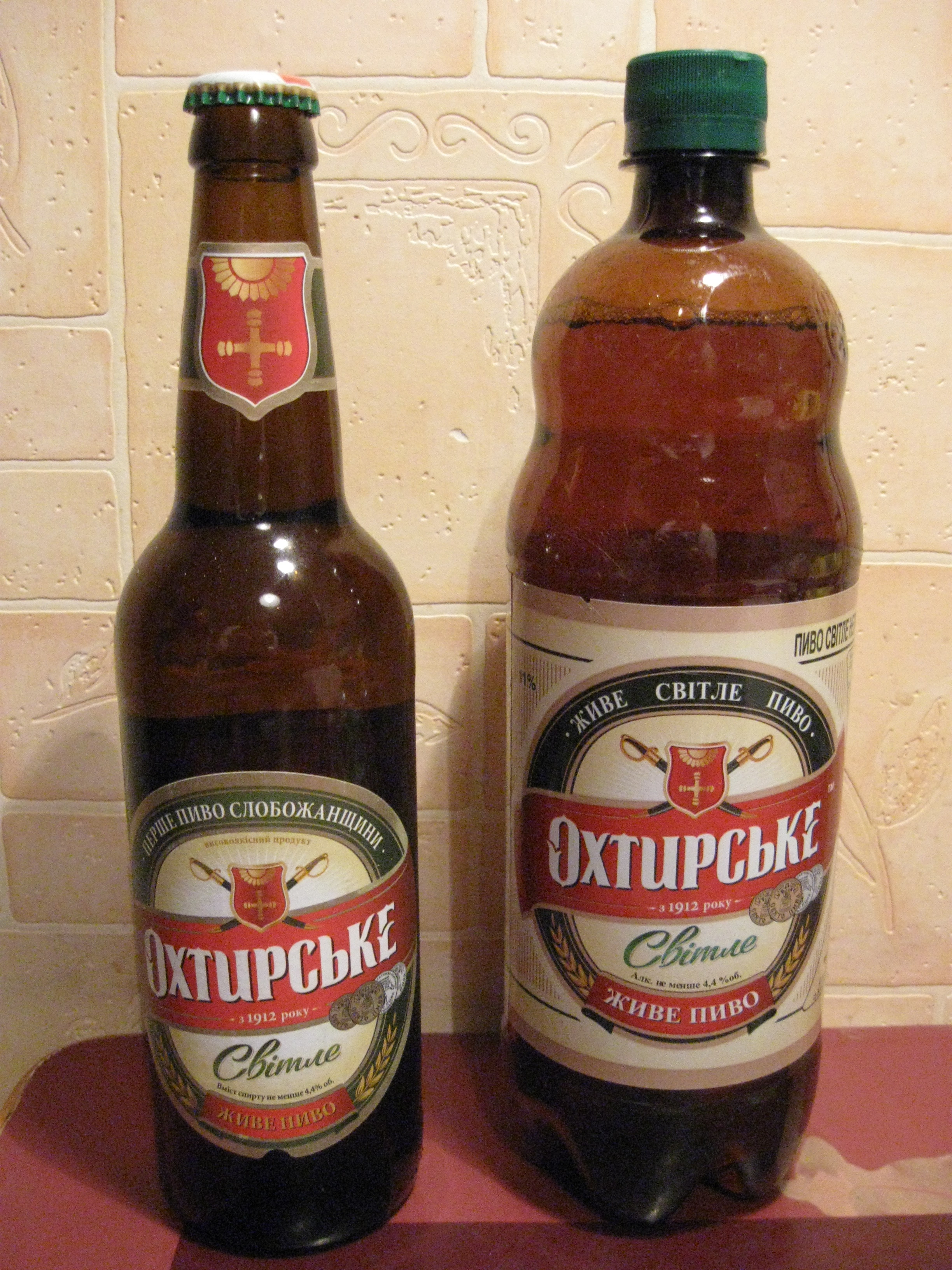
Зразки асортиментного ряду пивзаводу

25 березня 1996 року державне комунальне підприємство Охтирського пивоварного заводу було приватизоване зі створенням відкритого акціонерного товариства «Охтирський пивоварний завод», яке продовжувало випускати продукцію для збуту на ринку найближчих до Охтирки райнів Сумщини.
Новим етапом в історії пивзаводу стало придбання у 1998 році контрольного пакету акції ПрАТ «Охтирський пивоварний завод» одним з лідерів пивоварної галузі України ПрАТ «Оболонь». Підприємство отримало інвестиційні ресурси, технічну і технологічну допомогу, що дозволило йому забезпечти прискорений розвиток виробництва. На початку 2000-х обсяги виробництва пива в Охтирці щороку зростали у декілька разів. Продукція вийшла на ринки сусідніх Полтавської та Харківської областей.
2003 року було подолано рубіж в 500 тис. дал. випущеного за рік пива. 2004 року на підприємстві поновлено припинений ще за радянських часів випуск безалкогольної продукції, яка реалізується у більшості регіонів Східної України.

## Асортимент продукції
- «Охтирське Світле» — Густина 11,0 %. Алк.об. не менше 4,4 %. Тара: пляшки 0,5л (скло), 1л, 1,5л, та 2л (ПЕТ); кеги 30л та 50л. 
 Має солодовий та хмельовий смак з гіркотою.
- «Охтирське Козацьке» — Густина 17,0 %. Алк.об. не менше 6,8 %. Тара: пляшки 0,5л (скло), 1,0л (ПЕТ); кеги 30л та 50л. Має солодовий та хмельовий смак з гіркотою та винним присмаком.
- «Охтирське Гусарське» — Густина 11,0 %. Алк.об. не менше 4,4 %. Тара: пляшки 0,5л (скло), 1л та1,5л (ПЕТ); кег 30л та 50л. 
 Має солодовий смак в сполученні з хмелевою гіркотою.
- «Охтирське Золоте перо» — Густина 13,0 %. Алк.об. не менше 4,7 %. Тара: пляшки 0,5л (скло), 1л та 1,5л.(ПЕТ); кеги 30л та 50л. 
 Має чистий смак і аромат збродженого солодового напою з вираженою хмельовою гіркотою.
- «Охтирське медове» — Густина 15,0 %. Алк.об. не менше 5,6 %. Тара: пляшки 0,5л (скло), 1л (ПЕТ). Має солодовий та хмельовий смак з ароматом меду.
- Вода питна сильногазована «Охтирська». Розлив у ПЕТ пляшку емкістю 1,5л.

Підприємство випускає безалкогольні напої ностальгічної серії під ТМ «Оболонь» («Лимонад», «Ситро»), а також безалкогольні напої «Живчик».